# Matrisaddition
Matrisaddition är inom matematiken operationen att addera två matriser elementvis. Det finns dock en annan operation som kan ses som en slags addition för matriser, den direkta summan.

## Elementvis addition
Den vanliga matrisadditionen är definierad för två matriser av samma dimensionalitet. Resultatet är en ny matris med samma antal rader och kolonner som de ursprungliga matriserna. Summan av två m×n-matriser A och B, betecknad A + B, är en m×n-matris beräknad genom att addera motsvarande element, det vill säga 
(A + B)[i, j] = A[i, j] + B[i, j]: 
{\displaystyle {\begin{aligned}\mathbf {A} +\mathbf {B} &={\begin{bmatrix}a_{11}&a_{12}&\cdots &a_{1n}\\a_{21}&a_{22}&\cdots &a_{2n}\\\vdots &\vdots &\ddots &\vdots \\a_{m1}&a_{m2}&\cdots &a_{mn}\\\end{bmatrix}}+{\begin{bmatrix}b_{11}&b_{12}&\cdots &b_{1n}\\b_{21}&b_{22}&\cdots &b_{2n}\\\vdots &\vdots &\ddots &\vdots \\b_{m1}&b_{m2}&\cdots &b_{mn}\\\end{bmatrix}}=\\&={\begin{bmatrix}a_{11}+b_{11}&a_{12}+b_{12}&\cdots &a_{1n}+b_{1n}\\a_{21}+b_{21}&a_{22}+b_{22}&\cdots &a_{2n}+b_{2n}\\\vdots &\vdots &\ddots &\vdots \\a_{m1}+b_{m1}&a_{m2}+b_{m2}&\cdots &a_{mn}+b_{mn}\\\end{bmatrix}}\\\end{aligned}}\,\!}
Till exempel är
{\displaystyle {\begin{bmatrix}1&3\\1&0\\1&2\end{bmatrix}}+{\begin{bmatrix}0&0\\7&5\\2&1\end{bmatrix}}={\begin{bmatrix}1+0&3+0\\1+7&0+5\\1+2&2+1\end{bmatrix}}={\begin{bmatrix}1&3\\8&5\\3&3\end{bmatrix}}.}
Mängden av alla m×n-matriser med matrisaddition bildar en abelsk grupp.

## Direkt summa
För två godtyckliga matriser A (en m × n matris) och B (en p × q matris) definieras den direkta summan av A och B, betecknad  {\displaystyle A\oplus B}, som
{\displaystyle A\oplus B={\begin{pmatrix}a_{11}&\cdots &a_{1n}&0&\cdots &0\\\vdots &\cdots &\vdots &\vdots &\cdots &\vdots \\a_{m1}&\cdots &a_{mn}&0&\cdots &0\\0&\cdots &0&b_{11}&\cdots &b_{1q}\\\vdots &\cdots &\vdots &\vdots &\cdots &\vdots \\0&\cdots &0&b_{p1}&\cdots &b_{pq}\end{pmatrix}}.}
Till exempel är
{\displaystyle {\begin{pmatrix}1&3&2\\2&3&1\end{pmatrix}}\oplus {\begin{pmatrix}1&6\\0&1\end{pmatrix}}={\begin{pmatrix}1&3&2&0&0\\2&3&1&0&0\\0&0&0&1&6\\0&0&0&0&1\end{pmatrix}}.}